# Лукас Феррейра
Лукас дос Сантос Феррейра (28 квітня 2006), більш відомий як Феррейра або Лукас Феррейра, — бразильський футболіст, який грає на позиції вінгера або атакувально півзахисника клубу «Шахтар».

## Клубна кар'єра
Феррейра почав грати у дитячих клубах «Американо» у віці шести років. У 2017 році він перейшов до «Фламенго», де провів три сезони, але в підсумку був відрахований з команди. Після цього він кілька місяців грав за «Боавісту», а у 2021 році перейшов до «Сан-Паулу», де здобув популярність і був помічений європейськими клубами, таких як «Баєр» (Леверкузен). В березні 2023 року підписав свій перший професійний контракт. У вересні 2024 року його було продовжено зі клаузулою у розмірі 440 мільйонів реалів.
Лукас Феррейра дебютував на професійному рівні проти «Ботафого-СП» 20 січня 2025 року.
У січні 2025 року Феррейра став чемпіоном Кубка Сан-Паулу 2025 року.
16 серпня 2025 року підписав 5 річний контракт з клубом «Шахтар».

## Виступи за збірні
Феррейра грав за збірну Бразилії до 17 років у кількох матчах у 2023 році.

## Титули і досягнення
Сан-Паулу (U-20)
- Кубок Сан-Паулу з футболу серед юніорів: 2025[5]
- Copa do Brasil Sub-20: 2024[7]
- Кубок Далласа U19: 2024[8]